# Conflit dans l'État d'Arakan (2012)
Ne doit pas être confondu avec Conflit dans l'État d'Arakan (depuis 2016).
Au début de juin 2012, des violences inter-ethniques ont éclaté entre les communautés musulmane (les Rohingyas) et bouddhiste de l'État d'Arakan (ou Arakanais) en Birmanie ; elles se sont traduites par la destruction de milliers de maisons des deux communautés et par la mort d'une cinquantaine de personnes, voire de 80, et ont entraîné le déracinement de 90 000 autres Rohingyas . Beaucoup ont tenté de gagner par la mer le Bangladesh, d'où ils ont été repoussés par les garde-frontières. Ce pays accueille déjà 300 000 Rohingyas.

## Chronologie
Le 28 mai 2012, c'est le meurtre et le viol collectif par 3 musulmans de Ma Thida Htwe, une jeune bouddhiste dont le corps a été retrouvé poignardé et égorgé près du village de Kyaut Ne Maw, qui est à l'origine des affrontements : le crime est en effet attribué aux Rohingyas.
Le 3 juin, un bus est attaqué à Taungup, dix pèlerins musulmans innocents, sont tués par une foule de 300 personnes; 30 personnes seront arrêtées en juillet pour cette attaque,,.
Le 8 juin, plusieurs villages sont incendiés à Maungdaw, un couvre-feu est alors décrété. Huit personnes meurent dans les affrontements de la journée.
Le 9 juin, des troupes arrivent pour renforcer les forces de l’ordre. Des camps de réfugiés sont montés, 3,3 tonnes de vivres et 2 tonnes de vêtements sont distribués. Les destructions et les émeutes continuent, la journée comptant 7 morts, 17 magasins et 494 maisons détruits.
Le 10 juin, l’état d’urgence est proclamé. Il institue la loi martiale, donnant aux forces armées le contrôle administratif de la région. L’état d’urgence est critiqué par Human Rights Watch.
Le 12 juin, plusieurs bâtiments sont détruits à Sittwe. Le 13 juin, le décompte total est de 21 morts. Le Bangladesh continue de refuser les réfugiés en refusant l’entrée de 140 personnes sur son territoire. Au total, 1500 se seraient vu refuser l'entrée au Bangladesh. Le 14 juin, le décompte total est de 29 morts, 16 musulmans et 13 bouddhistes, de 2 500 maisons détruites et 30 000 personnes déplacées. 37 camps accueillent alors les réfugiés.
Le discours d'Aung San Suu Kyi du 16 juin 2012, lors de son acceptation du prix Nobel de la paix décerné en 1991, a mentionné les hostilités qui se poursuivaient en Birmanie, tant au nord qu'à l'ouest, dans l'État d'Arakan ; cette référence avait donné aux Rohingyas un certain espoir de la voir s'efforcer d'obtenir une certaine réconciliation nationale, voire de leur obtenir le statut de minorité ethnique, qui leur est refusé. Le 28 juin, le décompte total monte à 80 morts pour 90 000 déplacés.
Le président Thein Sein a déclaré en juillet « Il n'est pas possible d'accepter les Rohingyas entrés illégalement, qui ne sont pas de notre ethnicité », se déchargeant du problème sur le HCR, à qui il demande de les accueillir dans des camps.
En juillet les violences interethniques se sont poursuivies, les Arakanais bouddhistes, mais aussi les forces de sécurité se livrant à des exactions contre des Rohingyas et des Arakanais musulmans.
Le 22 août, les autorités birmanes font un décompte du conflit avec 88 morts dont 57 musulmans et 31 bouddhistes, environ 90 000 déplacés, 2 528 maisons brûlées dont 1 336 appartenant aux Rohingyas et 1 192 aux Arakanais.
Des moines ont manifesté à Mandalay en septembre pour soutenir le point de vue du président Thein Sein,.
De nouvelles violences ont éclaté fin octobre, dans la semaine du 21 au 27, faisant 84 morts, 129 blessés, 22 000 sans abri, réfugiés dans des camps de fortune après l'incendie de leur maison. Au total, plus de 200 personnes sont mortes en 2012 et environ 100 000 personnes sont assignées à résidence dans des camps installés aux environs de Sittwe, la capitale de l'Arakan.

## Réactions internationales
L'Human Rights Watch publie en avril 2013 un rapport condamnant ces actions et les qualifiant de nettoyage ethnique prémédité.
Le 14e dalaï-lama, chef spirituel du Tibet en exil, a écrit une lettre en août 2012 à Aung San Suu Kyi, où il a dit être « profondément attristé » et rester « très préoccupé » par les violences infligées aux musulmans en Birmanie. En mai 2013, lors d'une visite dans le Maryland, il a critiqué ouvertement les attaques de moines bouddhistes contre les musulmans en Birmanie déclarant « Vraiment, tuer des gens au nom de la religion est impensable et très triste ». Le 28 mai 2015, il appelle à nouveau Aung San Suu Kyi à agir en tant que prix Nobel de la paix, remarquant qu'il ne « suffit pas » d’envisager d'aider les Rohingyas, remarquant un manque de compassion altruiste,.